# نغوين فين فان
نغوين فين فان (مواليد 30 يونيو 1929) هو سبّاح فيتنامي، مثّل بلاده في الألعاب الأولمبية الصيفية 1952.

## روابط خارجية
نغوين فين فان على موقع الاتحاد الدولي للسباحة (الإنجليزية)
- نغوين فين فان على موقع أوليمبيديا (الإنجليزية)